# 熊岳城温泉

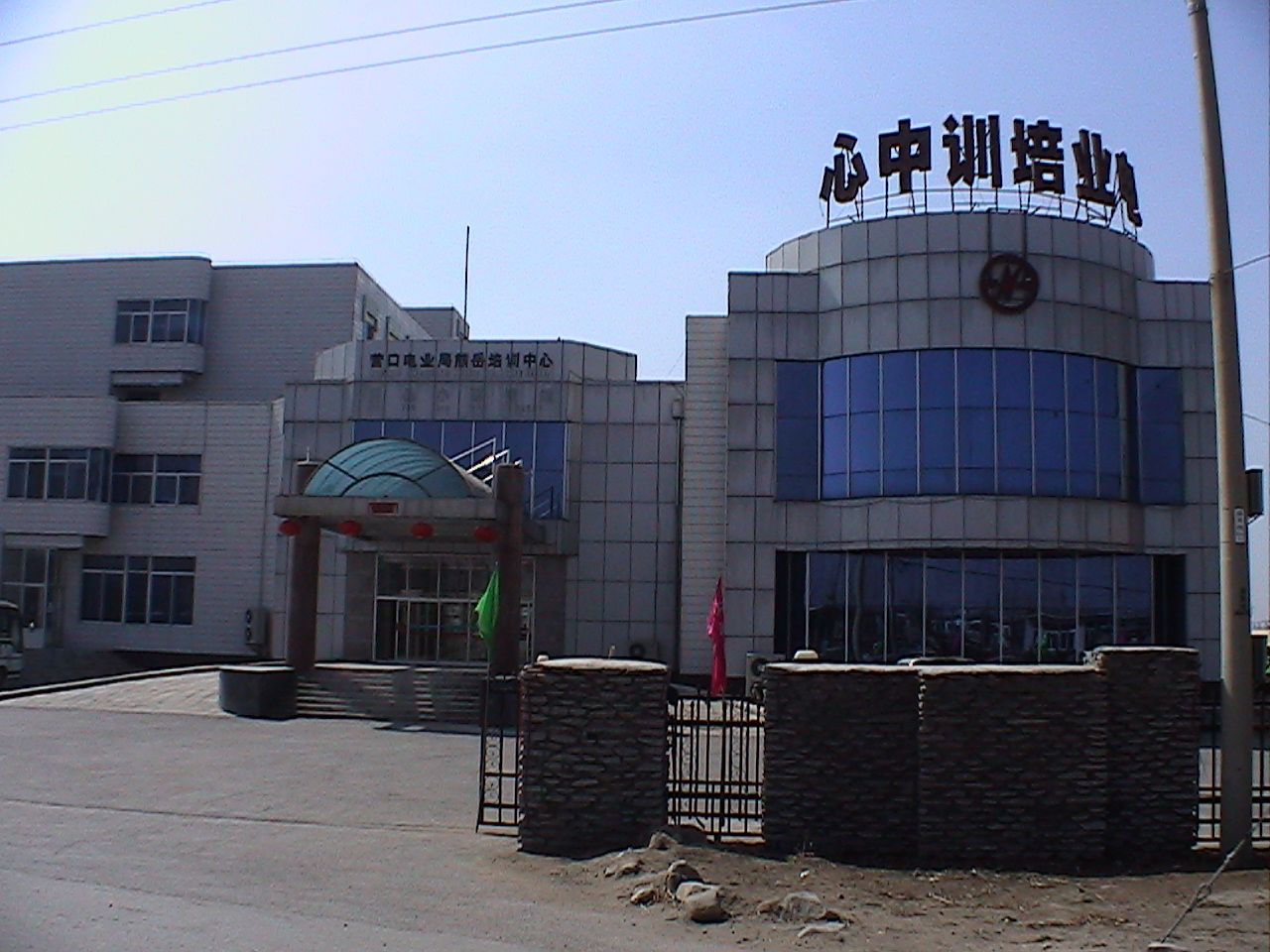
営口市電業局もここにトレーニングセンター（培訓中心）を置いて、温泉で従業員の福祉にも役立てている。

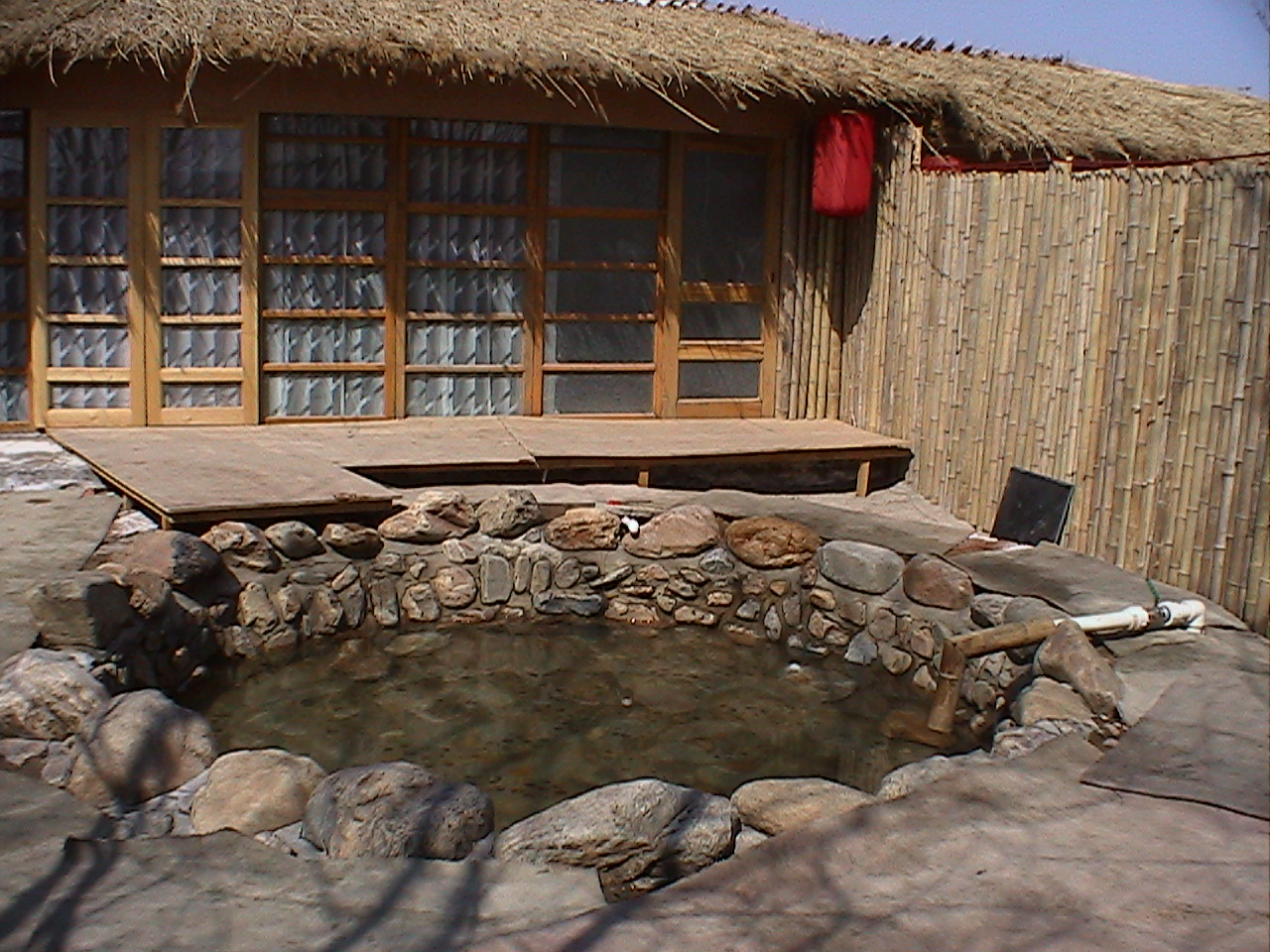
営口市電業局トレーニングセンターの露天風呂（１・２人用、2005年）

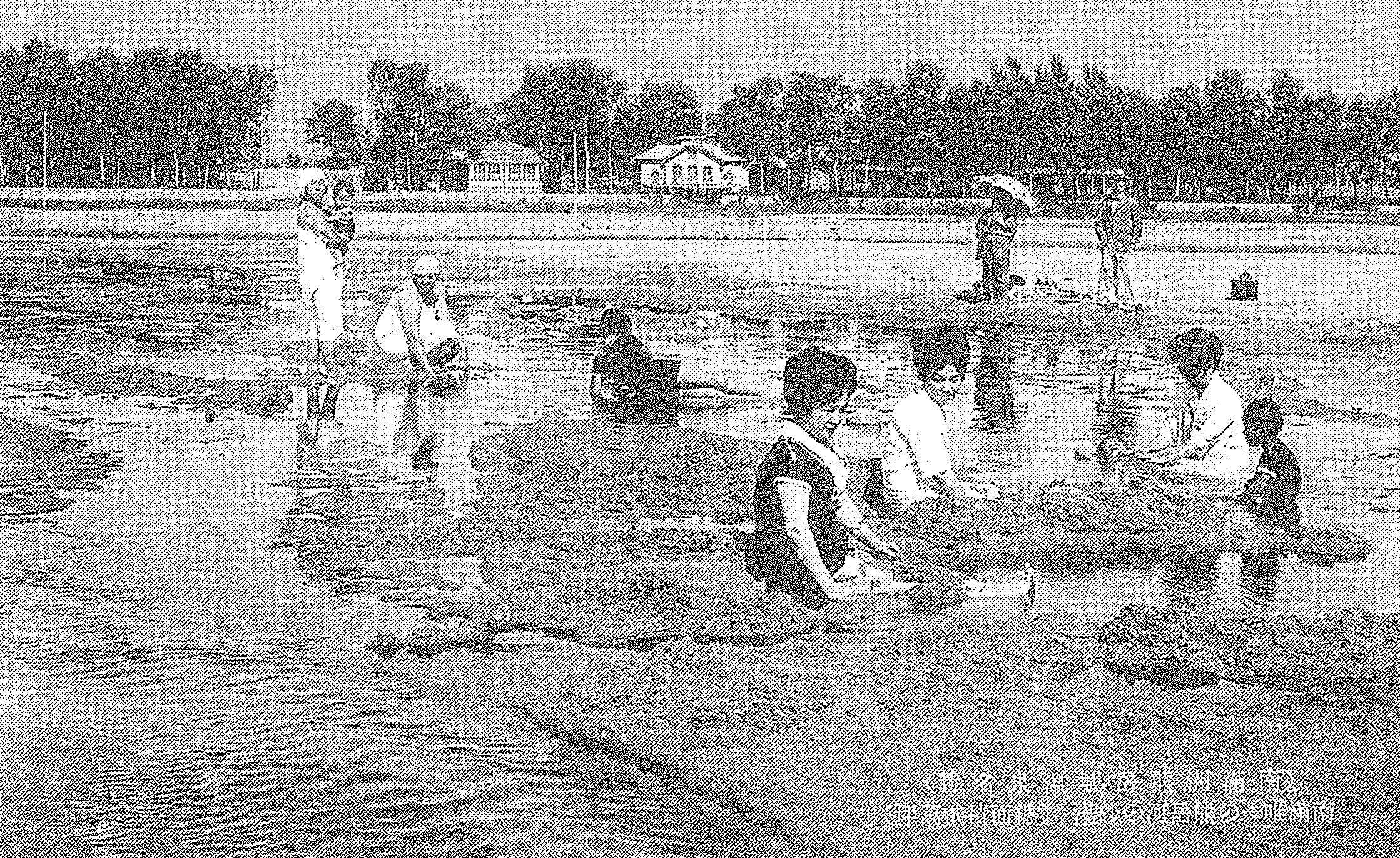
砂場温泉でくつろぐ日本人（満州国時代）

熊岳城温泉（ゆうかくじょうおんせん、シオンユエチャン）は、現在は熊岳温泉(ゆうがくおんせん)呼ばれ、中国遼寧省営口市の以前は蓋州市、2004年以降は鮁魚圏区熊岳鎮にある温泉である。戦前は、五龍背温泉、湯崗子温泉とともに満州三温泉地の1つに数えられ、かつては砂湯温泉で有名だった。
河床より温泉が湧き出しており、家畜の関節炎に効能があるとして、家畜を入らせて家畜を連れて来た人も川に入って温泉の湧き出る砂に体を埋めて湯治をしていた。そして、満州国時代にも砂湯が存在し、老若男女がこの地を訪れた。
温泉治療施設の熊岳温泉療養院がある。営口市電業局培訓中心には露天風呂もあり、宿泊もできる。また現在大型温泉施設の計画がある。

## 泉質
- 泉温83℃。

## 交通
- 瀋大線熊岳城駅下車、車15分。
- 瀋大高速道路熊岳インターチェンジ。